# Église Saint-Martin de Fourques
Pour les articles homonymes, voir église Saint-Martin.
L'église Saint-Martin de Fourques est une église romane située à Fourques, dans le département français des Pyrénées-Orientales.

## Situation
L'église Saint-Martin est située dans la rue Carré Grand, dans la partie méridionale du vieux village.